# Salaheddine Bassir
Salaheddine Bassir (en arabe : صلاح الدين بصير), né le 5 septembre 1972 à Casablanca, est un footballeur international marocain qui évoluait au poste d'attaquant. Il est le meilleur buteur de l'histoire de l'équipe du Maroc avec 27 buts.
En 1983, il rejoint le centre de formation du Raja Club Athletic et intègre l'équipe première à l'âge de 19 ans. En 1996, il remporte le doublé championnat-coupe avant d'être transféré à Al-Hilal où il gagne la Coupe d'Asie des vainqueurs de coupe et la Supercoupe d'Asie. Ensuite, il fait partie de la génération dorée du Deportivo la Corogne qui gagne le championnat et la Supercoupe d'Espagne. Durant une saison avec le LOSC Lille, il joue et marque en Ligue des champions et en Coupe UEFA avant da prendre sa retraite en 2003 avec l'Aris Salonique après une grave blessure.
Avec les Lions de l'Atlas, après avoir joué avec les équipes U20 et U23, il dispute son premier match avec l'équipe A le 7 novembre 1994 contre le Cameroun. Après avoir fini comme meilleur buteur marocain des éliminatoires, il arrive à la Coupe du monde 1998 comme l'un des piliers de la sélection. Après un nul et une défaite contre la Norvège et le Brésil en phase de poules, il porte son pays face à l'Écosse en inscrivant un doublé mémorable. Alors qu'ils pensent être qualifiés, les marocains se font surprendre par le résultat controversé de la Norvège qui renverse le Brésil dans les dernières minutes. Il est sacré meilleur buteur du Tournoi Hassan II en 1996 et 1998. Il dispute également trois Coupe d'Afrique des nations en 1998, 2000 et 2002, et joue durant cette dernière son dernier match international contre l'Afrique du Sud. Avec 27 buts, il est le deuxième buteur historique des Lions de l'Atlas, derrière Ahmed Faras qui en compte 43.

## Biographie

### En club

#### Formation
Salaheddine Bassir voit le jour le 5 septembre 1972 dans le quartier populaire de Derb Ghallef, à Casablanca.
Il intègre les minimes du Raja CA en 1983 et passe par toutes les catégories d'âges jusqu'à atteindre l'équipe espoirs en 1990.

#### Débuts (1990-1992)

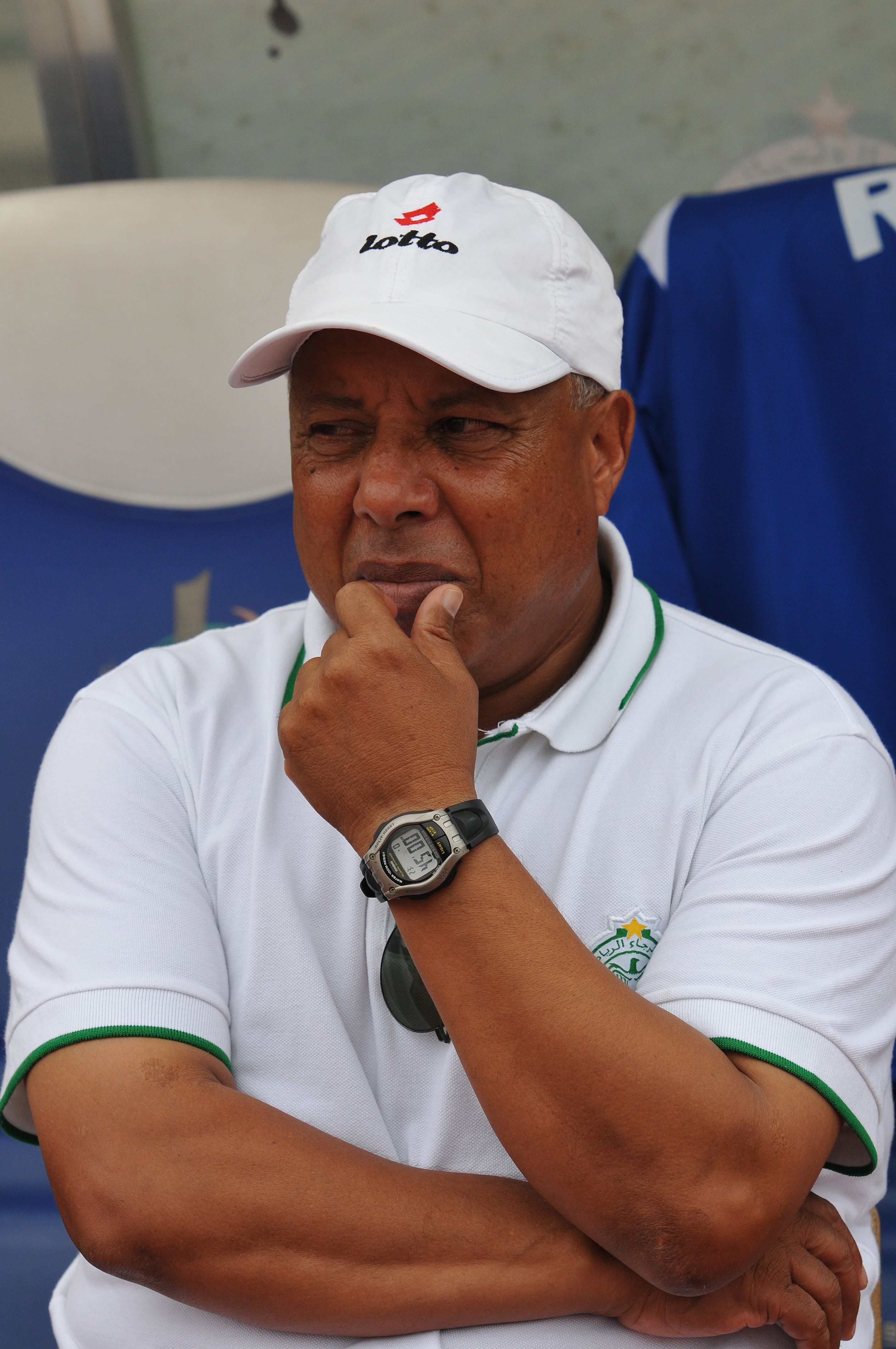
Bassir a joué en équipe espoirs sous la houlette de M'hamed Fakhir

En 1991, il rejoint l'équipe première sous la houlette de Fernando Cabrita. Il s'impose rapidement et forme une ligne d'attaque redoutable avec Mustapha Moustawdae et Mustapha Khalif.
Dès sa première saison, le Raja termine vice-champion derrière le Kawkab de Marrakech et se hisse en finale de la Coupe du trône pour s'opposer à l'Olympique de Casablanca. La rencontre se déroule le 11 janvier 1993 au Stade El Harti et les Olympiques s'imposent sur le score de 1-0.

#### Confirmation (1992-1996)
Le Raja termine à nouveau second en 1992-1993 derrière le Wydad. En Coupe, le Raja prend sa revanche face à l'Olympique de Casablanca aux quarts de finale, en avant d'être éliminé par le Kawkab de Marrakech.
Le Raja finit la Botola 1993-1994 en 4e position et quitte la Coupe du trône dès les seizièmes de finale contre le Maghreb de Fès. La saison suivante, l'équipe se classe en 8e place du championnat, et essuie la plus grande défaite de son histoire en Coupe contre le Fath US en huitièmes de finale sur le score de 5-1. Dans cette compétition, Bassir avait inscrit un triplé contre le Nasma Casablanca en huitième de finale.
Le 18 février 1996, au compte des quarts de finale de la Coupe du trône, le Raja enregistre le plus grand résultat de l'histoire du Derby et balaye son rival sur le score de 5-1, Bassir a provoqué un penalty et a délivré deux passes décisives. Après avoir disposé du Rachad Bernoussi en demi-finale (3-0), le Raja bat l'AS FAR en finale grâce à un but de Abdellatif Jrindou à la 119e minute.
Le 2 juin, l'équipe remporte le championnat à trois journées de la fin en battant l'Ittihad de Tanger et réalise le premier doublé domestique de l'histoire du club. Après avoir marqué un quadruplé en demi-finale de la Coupe des clubs champions arabes, le Raja perd la finale le 16 septembre 1996 face à Al Ahly SC en Égypte. Bassir est désigné meilleur joueur du tournoi avec 9 buts.
Le 28 septembre, il dispute sa dernière rencontre avec son équipe contre le Difaâ El Jadida et inscrit le but de la victoire (1-0).

#### Al Hilal et génération dorée du Deportivo (1996-2001)

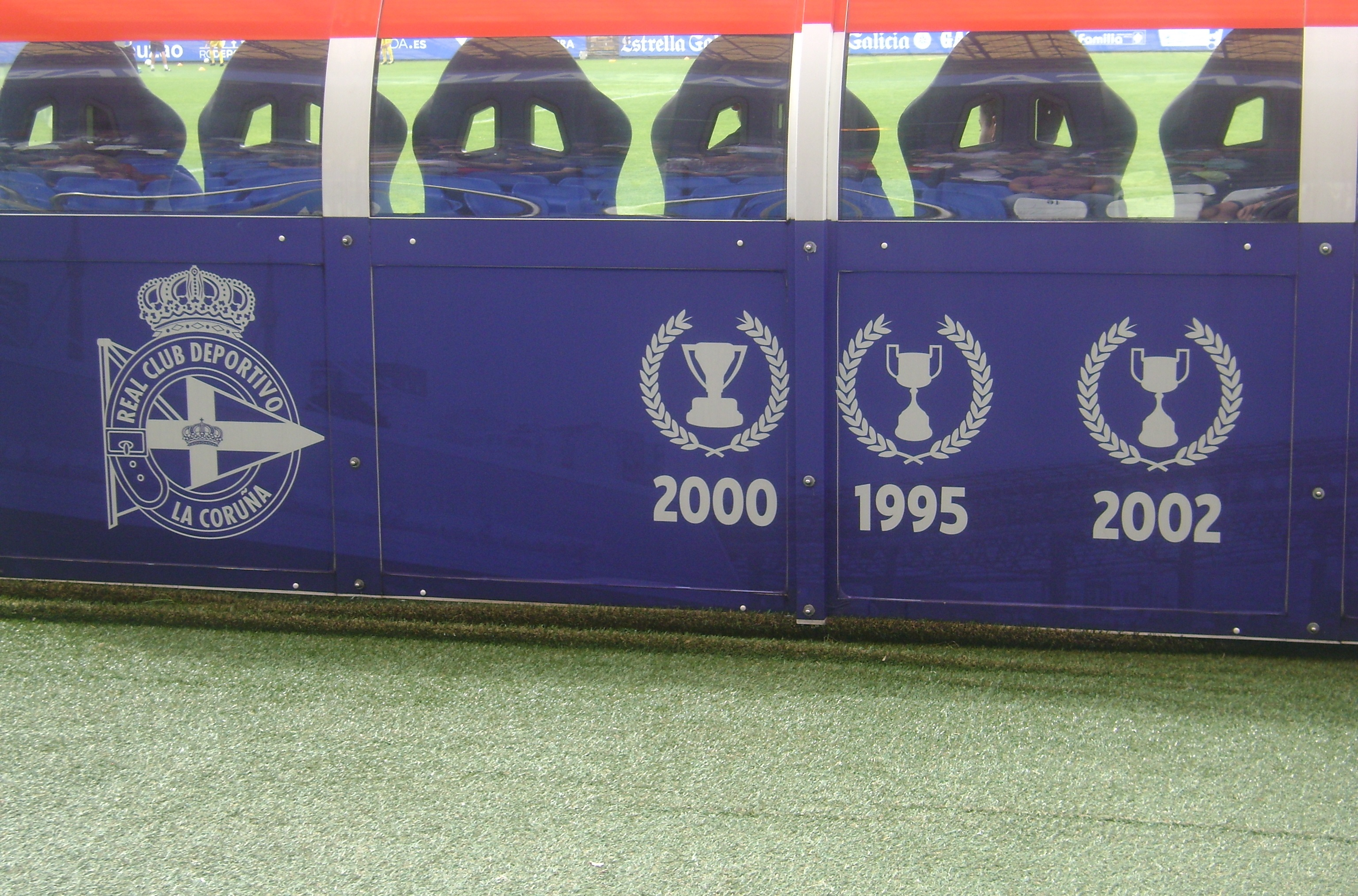
LaLiga 1999-2000 reste à ce jour le seul championnat remporté par le Deportivo

En octobre 1996, il s'envole en Arabie saoudite pour rejoindre Al-Hilal. Il remporte avec eux la Coupe d'Asie des vainqueurs de coupe 1996-1997, où il inscrit un but en finale, et la Supercoupe d'Asie 1997.
En juillet 1997, il signe un contrat de quatre saisons au Deportivo La Corogne au titre d'un transfert de 1,8 million €. Il rejoint ses coéquipiers à l'équipe national Noureddine Naybet et Mustapha Hadji. Lors de la saison 1999-2000, le club est sacré champion d'Espagne pour la première fois de son histoire avec cinq points d'avance sur le FC Barcelone. La saison d'après, le Deportivo est vice-champion d'Espagne et est l'un des grands favoris de la Ligue des Champions mais ils échoueront en quart de finale face aux Anglais de Leeds United.
En 1999, il est victime d'une allergie sévère qui l'éloigne des terrains pendant près d'un an. Quand il fait son retour, il a déjà perdu sa place à d'autres joueurs comme Roy Makaay et José Oscar Flores.

#### LOSC et retraite en Grèce (2001-2003)

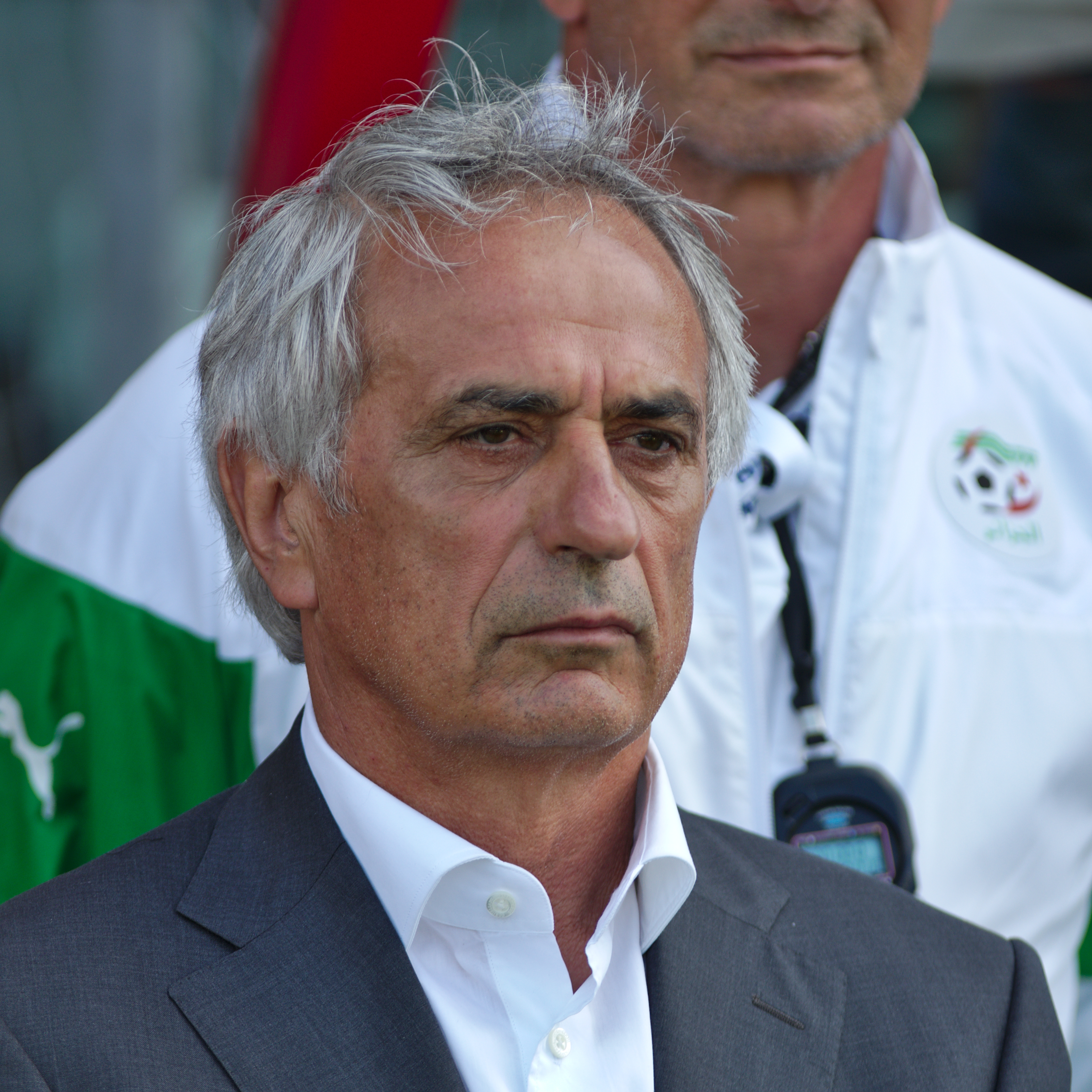
Vahid Halilhodžić a insisté pour le recrutement de Salaheddine Bassir à Lille

Après la fin de son contrat en 2001, Bassir paraphe un contrat d'une saison avec LOSC Lille où évolue son ancien coéquipier au Raja Abdelilah Fahmi. Maroc Hebdo publie que Vahid Halilhodžić a fait de son transfert une affaire personnelle. Le 28 juillet 2001 au Parc des Princes, il dispute son premier match en étant titulaire contre le Paris Saint-Germain en Ligue 1.
À la suite de sa troisième place lors de la saison précédente, Lille est qualifié pour le troisième tour préliminaire de la Ligue des champions 2001-2002 pour la première fois depuis cinquante ans. Ainsi le LOSC doit affronter Parme afin de se qualifier pour les phases de groupes de la compétition. Lille réalise l'un des plus grands exploits de son histoire en s'imposant au Stade Ennio Tardini notamment grâce à un but de Bassir (2-0). Le match retour se solde par une défaite 0-1 mais permet au LOSC de se qualifier. Dans le groupe G, Lille termine troisième derrière Deportivo La Corogne et Manchester United et devant l'Olympiakos contre lequel Bassir a marqué. Repêché en Coupe UEFA, le LOSC sort la Fiorentina avant d'être éliminé à cause d'un but à l'extérieur par le futur finaliste Borussia Dortmund, malgré une égalisation de Salaheddine Bassir (1-1).
En l'été 2002, il rejoint le club grec de l'Aris Salonique. Le 17 mai 2003, il joue la finale de la Coupe de Grèce 2003 perdu face au PAOK Salonique. Quelque temps après, une grave blessure au genou et une opération ratée le contraignent à arrêter sa carrière. Il a déclaré «La carrière d’un footballeur a une durée limitée. La mienne a pris fin à cause d’une blessure récidivante au genou»,.

### En sélection
Après avoir joué avec la sélection nationale U20 et la sélection olympique, il dispute son premier match avec les seniors le 7 novembre 1994 contre le Cameroun sous la houlette Abdellah Blinda. Après la venue de Henri Michel en 1995, Bassir assure sa place de titulaire indiscutable. Le chant «Bassir, Bassir, hou…hou…» scandant son nom qui est devenu célèbre au Maroc. Il finit meilleur buteur du Tournoi Hassan II à deux reprises en 1996 (ex æquo avec Radek Drulák et Goran Vlaović) et 1998 avec 2 buts à chaque édition,.

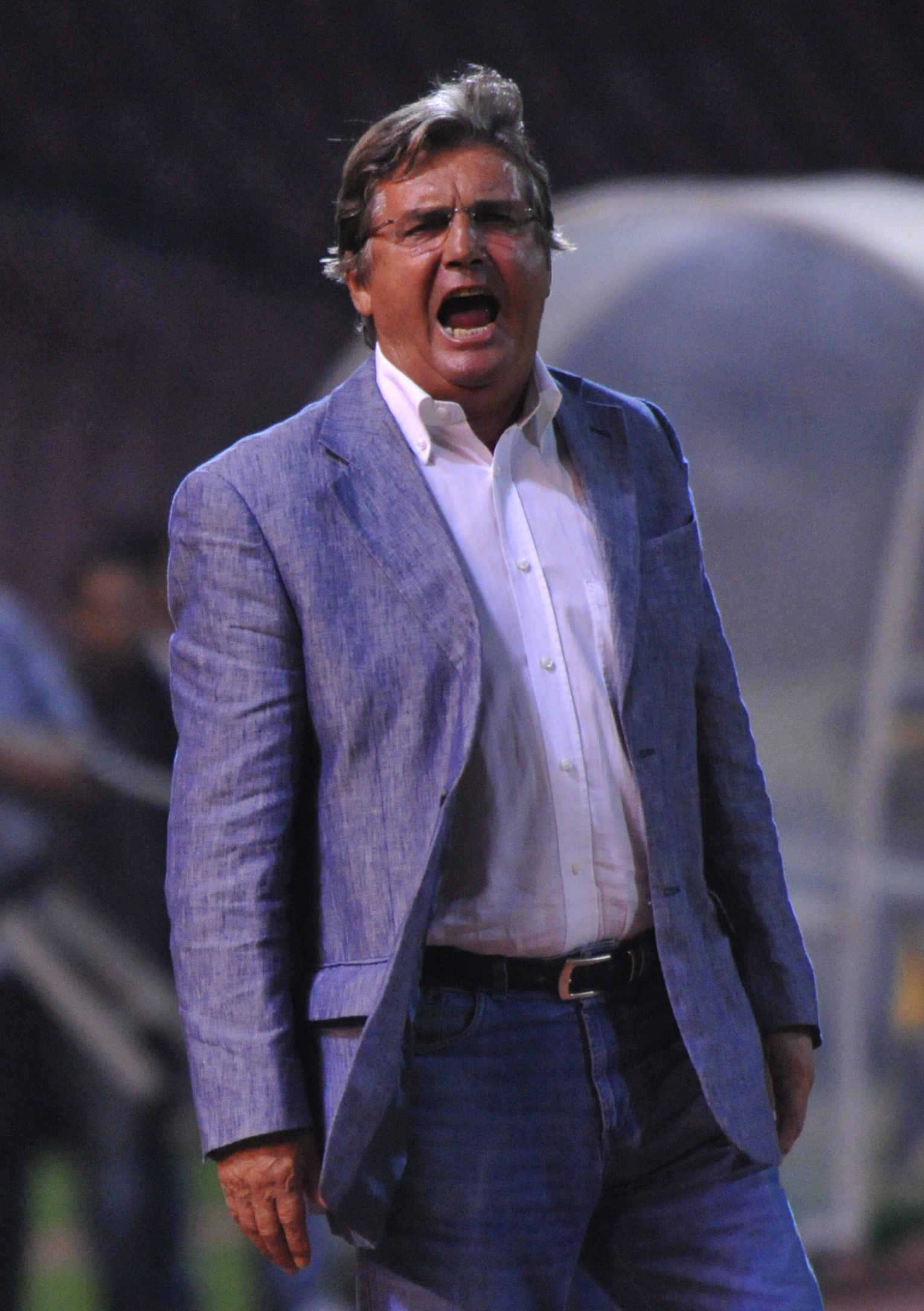
C'est sous Henri Michel que Salaheddine Bassir a marqué une grande partie de ses buts

Il est le meilleur buteur marocain des Tours préliminaires à la Coupe du monde 1998 avec 4 buts. En phase finale, après un match nul contre la Norvège (2-2) et une défaite contre le Brésil (0-3), le Maroc bat nettement l'Écosse grâce à un doublé historique de Salaheddine Bassir qui est resté gravé dans les mémoires. Alors qu'ils pensent être qualifiés, les Marocains se font dépasser au classement par la Norvège qui l'emporte d'une manière controversée dans les dernières minutes face à un Brésil déjà assurés de terminer à la tête du groupe (2-1). Ce match a été qualifié de complot par plusieurs observateurs, y compris Bassir, et certains l'ont même comparé au match de la honte de 1982,,.
À la CAN 1998, et après avoir fini premier du groupe, le Maroc est éliminé en quarts de finale par l’Afrique du Sud (1-2). Les Lions de l'Atlas passe à quelques buts de la qualification pour la Coupe du monde 2002, mais c’est finalement le Sénégal qui se qualifie. Bassir dispute les CAN 2000 et 2002 et ne marque qu'un seul but alors que le Maroc est éliminé dès le premier tour. Il joue sa dernière rencontre contre l'Afrique du Sud à la CAN 2002.
Deuxième buteur historique de l'équipe nationale avec 27 buts (derrière Ahmed Faras qui en compte 43), il est considéré comme l'un des meilleurs attaquants de l'histoire des Lions de l'Atlas.

### Après-carrière et vie en dehors du football
Dès la fin de sa carrière, Bassir s'est lancé dans diverses activités : il a ouvert le café Amistad à Casablanca et s'est essayé au beach soccer. Il a été également membre du jury de la célèbre émission "Al Kadam Dahabi" (Le Pied d'or), émission de télé-réalité marocaine lancée en 2004 avec pour but de dénicher les meilleurs talents du football marocain.
En août 2009, il est désigné pour occuper le poste de conseiller technique au Raja CA, avec Abdelmajid Dolmy et Youssef Rossi. En septembre 2011, il est nommé avec Youssef Rossi à la tête de la direction technique.
En août 2011, il a été nommé conseiller au sein de la Fondation Mohammed VI des champions Sportifs .
Le 23 décembre 2013 au Palais royal de Casablanca, il reçoit un Ouissam royal alors que le roi Mohamed VI accueille le Raja CA après qu'il a atteint la finale de la Coupe du monde des clubs 2013,.

## Style de jeu
Salaheddine Bassir était un des rares avant-centres de son époque avec une taille inférieure à 1,75 m. Il compensait ce déficit avec sa vitesse, son aisance technique et son sens du placement ce qui faisant de lui une menace permanente dans la surface. Ces attributs ont fait de lui un joueur polyvalent capable de jouer comme deuxième attaquant, comme lors de la Coupe du monde 1998 quand il a formé avec Abdeljalil Hadda une doublette efficace qui a inscrit 4 buts.
Il était reconnu pour sa grande dynamique que ce soit en défendant et en pressant les défenseurs adverses pour gêner leur relance ou en multipliant les appels de balle. Il a lui-même déclaré que cela a considérablement augmenté la fréquence de ses blessures. Bien que droitier, Bassir est également capable de marquer avec son pied gauche à l'image de son but contre l'Écosse en Coupe du monde.

## Sélections en équipe nationale
| Liste des sélections internationales de Salaheddine Bassir | Liste des sélections internationales de Salaheddine Bassir | Liste des sélections internationales de Salaheddine Bassir | Liste des sélections internationales de Salaheddine Bassir | Liste des sélections internationales de Salaheddine Bassir | Liste des sélections internationales de Salaheddine Bassir | Liste des sélections internationales de Salaheddine Bassir |
| 0                                                          | Date                                                       | Lieu                                                       | Compétition                                                | Résultat                                                   | Adversaire                                                 | But                                                        |
| ---------------------------------------------------------- | ---------------------------------------------------------- | ---------------------------------------------------------- | ---------------------------------------------------------- | ---------------------------------------------------------- | ---------------------------------------------------------- | ---------------------------------------------------------- |
| 1er                                                        | 7 novembre 1994                                            | Casablanca                                                 | Match amical                                               | N 1 - 1                                                    | Cameroun                                                   |                                                            |
| 2e                                                         | 15 novembre 1995                                           | Rabat                                                      | Match amical                                               | V 2 - 0                                                    | Mali                                                       |                                                            |
| 3e                                                         | 3 janvier 1996                                             | Rabat                                                      | Match amical                                               | V 3 - 1                                                    | Tunisie                                                    | 1                                                          |
| 4e                                                         | 17 janvier 1996                                            | Vitrolles                                                  | Match amical                                               | V 0 - 6                                                    | Arménie                                                    | 1                                                          |
| 5e                                                         | 7 février 1996                                             | Rabat                                                      | Match amical                                               | V 2 - 0                                                    | Luxembourg                                                 |                                                            |
| 6e                                                         | 20 mars 1996                                               | Dubaï                                                      | Tournoi de l'amitié UAE 1996                               | V 2 - 0                                                    | Égypte                                                     |                                                            |
| 7e                                                         | 23 mars 1996                                               | Dubaï                                                      | Tournoi de l'amitié UAE 1996                               | N 2 - 2                                                    | Corée du Sud                                               |                                                            |
| 8e                                                         | 26 mars 1996                                               | Dubaï                                                      | Tournoi de l'amitié UAE 1996                               | P 1 - 0                                                    | Émirats arabes unis                                        |                                                            |
| 9e                                                         | 6 octobre 1996                                             | Le Caire                                                   | Éliminatoires de la CAN 1998                               | N 1 - 1                                                    | Égypte                                                     | 1                                                          |
| 10e                                                        | 11 décembre 1996                                           | Casablanca                                                 | Tournoi Hassan II 1996                                     | N 2 - 2 6-7 t.a.b                                          | Croatie                                                    | 1                                                          |
| 11e                                                        | 12 décembre 1996                                           | Casablanca                                                 | Tournoi Hassan II 1996                                     | V 2 - 0                                                    | Nigeria                                                    | 1                                                          |
| 12e                                                        | 12 janvier 1997                                            | Kumasi                                                     | Éliminatoires de la Coupe du monde 1998                    | N 2 - 2                                                    | Ghana -                                                    | 1                                                          |
| 13e                                                        | 6 avril 1997                                               | Libreville                                                 | Éliminatoires de la Coupe du monde 1998                    | V 4 - 0                                                    | Gabon                                                      | 2                                                          |
| 14e                                                        | 26 avril 1997                                              | Freetown                                                   | Éliminatoires de la Coupe du monde 1998                    | V 1 - 0                                                    | Sierra Leone                                               | 1                                                          |
| 15e                                                        | 7 juin 1997                                                | Casablanca                                                 | Éliminatoires de la Coupe du monde 1998                    | V 1 - 0                                                    | Ghana                                                      |                                                            |
| 16e                                                        | 21 juin 1997                                               | Rabat                                                      | Éliminatoires de la CAN 1998                               | V 1 - 0                                                    | Égypte                                                     | 1                                                          |
| 17e                                                        | 13 juillet 1997                                            | Addis-Abeba                                                | Éliminatoires de la CAN 1998                               | V 1 - 0                                                    | Éthiopie                                                   | 1                                                          |
| 18e                                                        | 27 juillet 1997                                            | Rabat                                                      | Éliminatoires de la CAN 1998                               | V 3 - 0                                                    | Sénégal                                                    | 2                                                          |
| 19e                                                        | 16 août 1997                                               | Casablanca                                                 | Éliminatoires de la Coupe du monde 1998                    | V 2 - 0                                                    | Gabon                                                      |                                                            |
| 20e                                                        | 5 février 1998                                             | Marrakech                                                  | Match amical                                               | V 3 - 0                                                    | Nigeria                                                    | 1                                                          |
| 21e                                                        | 9 février 1998                                             | Bobo-Dioulasso                                             | Coupe d'Afrique des nations 1998                           | N 1 - 1                                                    | Zambie                                                     |                                                            |
| 22e                                                        | 22 avril 1998                                              | Sofia                                                      | Match amical                                               | P 2 - 1                                                    | Bulgarie                                                   | 1                                                          |
| 23e                                                        | 27 mai 1998                                                | Casablanca                                                 | Tournoi Hassan II 1998                                     | P 0 - 1                                                    | Angleterre                                                 |                                                            |
| 24e                                                        | 29 mai 1998                                                | Casablanca                                                 | Tournoi Hassan II 1998                                     | N 2 - 2 6-5 t.a.b                                          | France                                                     | 2                                                          |
| 25e                                                        | 4 juin 1998                                                | Avignon                                                    | Match amical                                               | N 1 - 1                                                    | Chili                                                      |                                                            |
| 26e                                                        | 10 juin 1998                                               | Montpellier                                                | Coupe du monde 1998                                        | N 2 - 2                                                    | Norvège                                                    |                                                            |
| 27e                                                        | 16 juin 1998                                               | Nantes                                                     | Coupe du monde 1998                                        | P 3 - 0                                                    | Brésil                                                     |                                                            |
| 28e                                                        | 23 juin 1998                                               | Saint-Étienne                                              | Coupe du monde 1998                                        | V 3 - 0                                                    | Écosse                                                     | 2                                                          |
| 29e                                                        | 2 septembre 1998                                           | Tanger                                                     | Match amical                                               | V 2 - 0                                                    | Sénégal                                                    | 1                                                          |
| 30e                                                        | 3 octobre 1998                                             | Casablanca                                                 | Éliminatoires de la CAN 2000                               | V 3 - 0                                                    | Sierra Leone                                               | 1                                                          |
| 31e                                                        | 23 décembre 1998                                           | Agadir                                                     | Match amical                                               | V 4 - 1                                                    | Bulgarie                                                   | 1                                                          |
| 32e                                                        | 20 janvier 1999                                            | Marseille                                                  | Match amical                                               | P 1 - 0                                                    | France                                                     |                                                            |
| 33e                                                        | 24 janvier 1999                                            | Kamsar                                                     | Éliminatoires de la CAN 2000                               | N 1 - 1                                                    | Guinée                                                     |                                                            |
| 34e                                                        | 28 février 1999                                            | Lomé                                                       | Éliminatoires de la CAN 2000                               | V 3 - 2                                                    | Togo                                                       |                                                            |
| 35e                                                        | 10 avril 1999                                              | Casablanca                                                 | Éliminatoires de la CAN 2000                               | N 1 - 1                                                    | Togo                                                       |                                                            |
| 36e                                                        | 28 avril 1999                                              | Arnhem                                                     | Match amical                                               | V 2 - 1                                                    | Pays-Bas                                                   | 1                                                          |
| 37e                                                        | 5 juin 1999                                                | Rabat                                                      | Éliminatoires de la CAN 2000                               | V 1 - 0                                                    | Guinée                                                     |                                                            |
| 38e                                                        | 17 novembre 1999                                           | Marrakech                                                  | Match amical                                               | V 2 - 1                                                    | États-Unis                                                 |                                                            |
| 39e                                                        | 25 janvier 2000                                            | Lagos                                                      | Coupe d'Afrique des nations 2000                           | V 1 - 0                                                    | Congo                                                      | 1                                                          |
| 40e                                                        | 29 janvier 2000                                            | Lagos                                                      | Coupe d'Afrique des nations 2000                           | N 0 - 0                                                    | Tunisie                                                    |                                                            |
| 41e                                                        | 3 février 2000                                             | Lagos                                                      | Coupe d'Afrique des nations 2000                           | P 2 - 0                                                    | Nigeria                                                    |                                                            |
| 42e                                                        | 4 juin 2000                                                | Casablanca                                                 | Tournoi Hassan II 2000                                     | V 1 - 0                                                    | Jamaïque                                                   |                                                            |
| 43e                                                        | 6 juin 2000                                                | Casablanca                                                 | Tournoi Hassan II 2000                                     | P 1 - 5                                                    | France                                                     |                                                            |
| 44e                                                        | 17 juin 2000                                               | Windhoek                                                   | Éliminatoires de la Coupe du monde 2002                    | N 0 - 0                                                    | Namibie                                                    |                                                            |
| 45e                                                        | 9 juillet 2000                                             | Fès                                                        | Éliminatoires de la Coupe du monde 2002                    | V 2 - 1                                                    | Algérie                                                    |                                                            |
| 46e                                                        | 8 octobre 2000                                             | Casablanca                                                 | Éliminatoires de la CAN 2002                               | V 1 - 0                                                    | Kenya                                                      |                                                            |
| 47e                                                        | 8 février 2001                                             | Dubaï                                                      | Tournoi de l'amitié UAE 2001                               | N 1 - 1                                                    | Corée du Sud                                               |                                                            |
| 48e                                                        | 11 février 2001                                            | Dubaï                                                      | Tournoi de l'amitié UAE 2001                               | V 4 - 2                                                    | Danemark                                                   | 2                                                          |
| 49e                                                        | 2 juin 2001                                                | Nairobi                                                    | Éliminatoires de la CAN 2002                               | N 1 - 1                                                    | Kenya                                                      | 1                                                          |
| 50e                                                        | 16 juin 2001                                               | Fès                                                        | Éliminatoires de la CAN 2002                               | P 0 - 1                                                    | Gabon                                                      |                                                            |
| 51e                                                        | 30 juin 2001                                               | Rabat                                                      | Éliminatoires de la Coupe du monde 2002                    | V 1 - 0                                                    | Égypte                                                     |                                                            |
| 52e                                                        | 14 juillet 2001                                            | Dakar                                                      | Éliminatoires de la Coupe du monde 2002                    | P 1 - 0                                                    | Sénégal                                                    |                                                            |
| 53e                                                        | 5 septembre 2001                                           | Plaisance                                                  | Match amical                                               | P 1 - 0                                                    | Italie                                                     |                                                            |
| 54e                                                        | 14 novembre 2001                                           | Rabat                                                      | Match amical                                               | V 1 - 0                                                    | Zambie                                                     |                                                            |
| 55e                                                        | 12 décembre 2001                                           | Settat                                                     | Match amical                                               | N 1 - 1                                                    | Mali                                                       |                                                            |
| 56e                                                        | 13 janvier 2002                                            | Rabat                                                      | Match amical                                               | V 2 - 1                                                    | Guinée                                                     |                                                            |
| 57e                                                        | 21 janvier 2002                                            | Ségou                                                      | Coupe d'Afrique des nations 2002                           | N 0 - 0                                                    | Ghana                                                      |                                                            |
| 58e                                                        | 26 janvier 2002                                            | Ségou                                                      | Coupe d'Afrique des nations 2002                           | V 2 - 1                                                    | Burkina Faso                                               |                                                            |
| 59e                                                        | 30 janvier 2002                                            | Ségou                                                      | Coupe d'Afrique des nations 2002                           | P 3 - 1                                                    | Afrique du Sud                                             |                                                            |

## Statistiques
| Saison      | Club                 | Pays            | Championnat        | Championnat | Championnat | Championnat  | Championnat  | Coupes continentales | Coupes continentales | Coupes continentales |
| Saison      | Club                 | Pays            | Division           | Matchs      | Buts        | Cartons      | Cartons      | Type                 | Matchs               | Buts                 |
| Saison      | Club                 | Pays            | Division           | Matchs      | Buts        | Carton jaune | Carton rouge | Type                 | Matchs               | Buts                 |
| ----------- | -------------------- | --------------- | ------------------ | ----------- | ----------- | ------------ | ------------ | -------------------- | -------------------- | -------------------- |
| 1990 - 1991 | Raja CA              | Maroc           | Botola             | -           | -           | -            | -            | -                    | -                    | -                    |
| 1991 - 1992 | Raja CA              | Maroc           | Botola             | -           | -           | -            | -            | -                    | -                    | -                    |
| 1992 - 1993 | Raja CA              | Maroc           | Botola             | -           | -           | -            | -            | -                    | -                    | -                    |
| 1993 - 1994 | Raja CA              | Maroc           | Botola             | -           | -           | -            | -            | -                    | -                    | -                    |
| 1994 - 1995 | Raja CA              | Maroc           | Botola             |             |             |              |              |                      |                      |                      |
| 1995 - 1996 | Raja CA              | Maroc           | Botola             | -           | -           | -            | -            | -                    | -                    | -                    |
| 1996 - 1997 | Al Hilal FC          | Arabie saoudite | Première Disivion  | 24          | 14          | 2            | 0            | C3                   | -                    | -                    |
| 1997 - 1998 | Deportivo La Corogne | Espagne         | Liga               | 21          | 5           | 1            | 0            | C3                   | -                    | -                    |
| 1998 - 1999 | Deportivo La Corogne | Espagne         | Liga               | 5           | 0           | 0            | 0            | C1                   | -                    | -                    |
| 1999 - 2000 | Deportivo La Corogne | Espagne         | Liga               | 3           | 0           | 1            | 0            | C3                   | 0                    | 0                    |
| 2000 - 2001 | Deportivo La Corogne | Espagne         | Liga               | 5           | 0           | 1            | 0            | C3                   | 0                    | 0                    |
| 2001 - 2002 | Lille OSC            | France          | Ligue 1            | 22          | 0           | 2            | 0            | C1+C3                | 10+1                 | 2+1                  |
| 2002 - 2003 | Aris FC              | Grèce           | Superleague Elláda | 10          | 1           | 0            | 0            | C1                   | 2                    | 0                    |

## Palmarès
| Raja Club Athletic (2) | Al Hilal (2) | Deportivo La Corogne (2)                                                                                    | Aris Salonique                      | Équipe du Maroc                        |
| --- | --- | --- | ----------------------------------- | -------------------------------------- |
| - Champion du Maroc - Champion : 1996 - Vice-champion : 1992,1993. - Coupe du Trône - Vainqueur : 1996 - Finaliste : 1992. - Coupe des clubs champions arabes - Finaliste : 1996. | - Coupe d'Asie des vainqueurs de coupe - Vainqueur : 1997 - Supercoupe d'Asie - Vainqueur : 1997 - Championnat d'Arabie saoudite - Vice-champion : 1997 | - Championnat d'Espagne - Vainqueur : 2000 - Vice-champion : 2001 - Supercoupe d'Espagne - Vainqueur : 2000 | - Coupe de Grèce - Finaliste : 2003 | Phase finale de la Coupe du monde 1998 |

### Distinctions individuelles
- Meilleur joueur marocain en 1994
- Meilleur joueur et meilleur buteur de la Coupe des clubs champions arabes 1996 (9 buts)
- Meilleur buteur du Tournoi Hassan II 1996 (2 buts)
- Meilleur buteur du Tournoi Hassan II 1998 (2 buts)
- Meilleur buteur du Maroc lors des tours préliminaires à la Coupe du monde 1998 (4 buts)